# بروویچ
بروویچ (به صربی: Brović) یک روستا در صربستان است که در اوبرنوواتس واقع شده‌است. بروویچ ۷٫۸۳ کیلومتر مربع مساحت و ۷۳۵ نفر جمعیت دارد و ۷۷ متر بالاتر از سطح دریا واقع شده‌است.